# Thorey-sous-Charny
 Thorey-sous-Charny  là một xã thuộc tỉnh Côte-d’Or trong vùng Bourgogne miền đông nước Pháp.